# Любовь по-взрослому
«Любовь по-взрослому», оригинальное название — «Это сорок» (англ. This is 40) — американский кинофильм режиссёра Джадда Апатоу с Полом Раддом и Лесли Манн в главных ролях. Спин-офф предыдущего фильма Джадда Апатоу «Немножко беременна» (2007). Съёмки проходили летом 2011 года, в американский прокат лента вышла 21 декабря 2012 года. В России премьера состоялась 28 февраля 2013 года. Фильм получил неоднозначные отзывы критиков. На сайте Rotten Tomatoes рейтинг картины составляет 52 % на основе 218 отзывов, со средней оценкой 5.9 из 10. На Metacritic — 59 баллов из 100.

## Сюжет
В центре истории жизнь Пита и Дебби — той же семейной пары, что и в фильме «Немножко беременна». Они живут со своими девочками тринадцати и восьми лет и, кажется, вполне счастливы. Дебби исполняется сорок лет, но она предпочитает всем говорить, что на несколько лет моложе. Через несколько дней Пит тоже достигнет этого знакового рубежа, и это событие планируется отметить большой вечеринкой, на которую приглашены все родственники и друзья. Как раз в этот момент семью накрывают финансовые трудности: в магазинчике, который держит Дебби, обнаруживается крупная недостача, тогда как независимая звукозаписывающая фирма Пита на грани катастрофы после провала нового альбома Грэма Паркера. Происходящее в семье доводит до точки кипения всех её членов. Однако, когда выясняется, что Дебби беременна третьим ребенком, семья приходит к примирению.

## В ролях
- Пол Радд — Пит
- Лесли Манн — Дебби
- Мод Апатоу — Сэди
- Айрис Апатоу — Шарлотта
- Альберт Брукс — Ларри
- Джон Литгоу — Оливер
- Меган Фокс[7] — Дези
- Джейсон Сигел — Джейсон
- Крис О’Дауд — Ронни
- Шарлин И — Джоди
- Райан Ли — Джозеф
- Энни Мумоло — Барб
- Лина Данэм — Кэт
- Мелисса Маккарти[8] — Кэтрин
- Тим Бэгли — доктор Пеллагрино

## Награды и номинации
- 2012 — приз за лучшую комедию года на Голливудском кинофестивале.
- 2013 — три номинации на премию Critics' Choice Movie Awards: лучшая комедия, лучший комедийный актёр (Пол Радд), лучшая комедийная актриса (Лесли Манн).
- 2013 — номинация на премию «Молодой актёр» в категории «лучшая молодая актриса второго плана» (Мод Апатоу).
- 2014 — номинация на премию Empire Awards за лучшую комедию.